# Городецька Емма Генріхівна
Емма Генріхівна Городецька (5 лютого 1902 — 24 березня 1992) — український педіатр, доктор медичних наук (з 1954 року), професор (з 1955 року). Дружина біофізика Олексія Городецького.

## Біографія
Народилась 5 лютого 1902 року. У 1959–1973 роках була першим завідувачем кафедри педіатрії № 2 Київського інституту удосконалення лікарів. Засновнувала розробоки із захворювання підшлункової залози у дітей.

Могила Олексія і Емми Городецьких

Померла 24 березня 1992 року. Похована в Києві на Байковому кладовищі поруч з чоловіком (ділянка № 4).